# Canguro (singolo)
Canguro è un singolo del cantante italiano Fulminacci, pubblicato il 9 settembre 2020 come primo estratto dal secondo album in studio Tante care cose, per l'etichetta Maciste Dischi.

## Descrizione
In merito alle tematiche affrontate nel brano, il cantautore ha dichiarato: «Canguro parla dei pensieri intrusivi, del lato oscuro di tutti noi, di quando ci sentiamo dei mostri pur non avendo mai fatto paura a nessuno».

## Tracce
1. Canguro – 3:24

## Video musicale
Il videoclip del brano, diretto da Lorenzo Silvestri e Andrea Santaterra, è stato pubblicato il 10 settembre 2020 attraverso il canale YouTube di Maciste Dischi.